# Heřman Černín z Chudenic
Heřman Václav Černín z Chudenic (německy Herman Graf Czernin von und zu Chudenitz; 24. července 1576 Nedrahovice – 7. března 1651 Petrohrad nebo Praha), zvaný Tureček, byl český šlechtic z rodu Černínů z Chudenic, od roku 1607 (resp. 1610) v panském stavu a od roku 1627 v hraběcím.
Za vlády císaře Rudolfa II. byl komořím nad stříbrem (stříbrníkem), od roku 1616 komořím arcivévody Ferdinanda, císařským radou a hejtmanem Starého Města pražského, od roku 1629 byl hejtmanem Litoměřického kraje. V letech 1598–1599 podnikl se se svým švagrem Kryštofem Harantem z Polžic a Bezdružic (1564–1621) cestu do Svaté země a Egypta, následně byl letech 1616–1617 a 1644–1645 císařským vyslancem k tureckému sultánovi. Od roku 1645 byl místodržícím v Českém království. Zastával nejvyšší zemské úřady – postupně byl nejvyšším dvorským sudím, nejvyšším zemským sudím, nejvyšším zemským komorníkem a v roce 1651 nakonec nejvyšším hofmistrem Českého království. Po bitvě na Bílé hoře patřil k nejvýznamnějším a nejbohatším šlechticům v Českém království.

## Mládí
Heřman Černín z Chudenic pocházel z nedrahovické rodové linie a byl posledním dítětem Jana nejstaršího Černína z Chudenic († 1580) a Mariany (Marie Anny) z Říčan. Po otcově smrti si jeho příbuzní rozdělili majetek a na osiřelého Heřmana nezbylo téměř nic. Ve svých čtrnácti letech se tak nepříliš majetný Heřman ocitl v Itálii, kde se jeho další výchovy ujal kníže Vespasianus Gonzaga (1531–1591), a to nejspíše na přímluvu Vratislava II. z Pernštejna (1530–1582). Na knížecím dvoře v Mantově a Montferratu žil Heřman do šestnácti let, kdy se stal příslušníkem armády. S armádou parmského vévody Alexandra Farnese (1545–1592) se zúčastnil bojů v Nizozemí a ve Francii, byl zajat a nějakou dobu vězněn v pevnosti Breda v Brabantsku. Po propuštění bojoval v letech 1594–1596 v císařských službách v Uhrách proti Turkům.

## Cesta do Svaté země
V roce 1598 se dvaadvacetiletý Heřman vydal se svým švagrem, Kryštofem Harantem z Polžic a Bezdružic (1564–1621), na cestu do Svaté země. Přes Innsbruck, Brixen a Alpy přicestovali do Itálie, kde strávili téměř tři měsíce v Benátkách. 12. července 1598 se nalodili a odpluli na Kypr, kde se zdrželi další měsíc. V září 1598 zahájili konečně cestu po souši do Jeruzaléma. Tam se zdrželi asi dva týdny a 16. září 1598 byli pasován na rytíře Božího hrobu. Navštívili také Betlém, Jericho a Nazaret. Dále pokračovali přes Sinajský poloostrov do Egypta, kde je hostil francouzský konzul v Káhiře. Během putování vystoupali také na horu Sinaj (Oreb). V prosinci 1598 byli zpět v Benátkách, kde se jejich další osudy rozdělily. Kryštof Harant z Polžic a Bezdružic pokračoval domů, zatímco Heřman Černín zamířil ještě do Španělska. S doporučením od knížecí rodiny Gonzagů se připojil k výpravě, která vezla španělskému králi Filipovi III. (králem 1598–1621) nevěstu Markétu Rakouskou.

## Na císařském dvoře
Heřman Černín z Chudenic byl 1. února 1600 jmenován v císařově osobní komoře stříbrníkem a později stolníkem. Jeho švagr Kryštof Harant z Polžic a Bezdružic byl ve stejné době jmenován nejvyšším stříbrníkem (nebo nejvyšším stolníkem) a navíc byl v roce 1603 přijat do českého panského stavu. Kariéra Heřmana Černína se tak rychle nevyvíjela, což tohoto ambiciózního a cílevědomého muže trápilo a snažil se za každou cenu svému švagrovi vyrovnat. Stejně jako Kryštof Harant, vydal i Heřman cestopis, ale stále zůstával ve stínu schopného, vysoce kulturně vzdělaného, společenského a hudebně a literárně nadaného manžela své sestry. Velkou naději vkládal Heřman Černín do výhodného sňatku s Marií Annou Čáslavovou († 1624), rozenou Svárovcovou z Oseka, vdovou po Karlu Kokořovcovi z Kokořova.
V roce 1606 byl jmenován nejvyšším královským lovčím. Později zastával lukrativní úřad vrchního hejtmana na komorních panstvích Brandýs nad Labem, Přerov, Lysá nad Labem, Benátky nad Jizerou a Pardubice. Dne 13. května 1607 byl Heřman Černín z Chudenic konečně přijat do panského stavu, ale vytoužená příslušnost k tomuto stavu mu nakonec byla oficiálně přiznána až roku 1610. V roce 1613 (nebo 1616) byl císařem Matyášem ustanoven hejtmanem Starého Města pražského. V roce 1616 byl jmenován komorníkem arciknížete Ferdinanda.

## Císařským vyslancem k tureckému sultánovi
V roce 1616 se mu konečně naskytla velká životní příležitost, když vedl stopadesátičlenné (nebo čtyřsetčlenné) poselstvo císaře Matyáše k tureckému sultánovi Ahmedu I. (sultánem 1603–1617). Mise měla odstranit nejasnosti ve výkladu několika bodů žitvatarocké mírové smlouvy, která byla podepsána v roce 1606 po patnáctileté válce proti Turkům a stvrzovala dvacetileté příměří na uherském bojišti. Cesta trvala od počátku května do počátku září 1616 a vedla z Vídně po Dunaji přes Prešpurk, Komárno, Ostřihom, Budín do Bělehradu. Dále po souši přes Temešvár, Sofii a Adrianopolis do tureckého hlavního města. Tato diplomatická mise do Istanbulu byla úspěšná, což později ocenil i sám císař při osobní audienci v únoru 1618. Poselstvo strávilo v Turecku rok a Heřman Černín si dle historických pramenů bohatě užíval slastí života na sultánově dvoře. Často prý v Istanbulu navštěvoval nejen tamní lázně, ale také nevěstince. Zpáteční cesta trvala od konce července do poloviny listopadu 1617, kdy dorazili do Vídně.

## Vždy věrný císaři

Polepšený erb Czerninů. Iniciála R představuje císaře Rudolfa II., M Matyáše, F Ferdinanda II. a F III jeho syna Ferdinanada III.

Během stavovského povstání zůstal katolík Heřman Černín věrný císaři a musel proto odejít z Čech. Zpět se vrátil v řadách vítězného císařského vojska roku 1620. Zúčastnil se bitvy na Bílé hoře. Jako císařský hejtman Starého Města pražského dohlížel v roce 1621 na popravu českých pánů na Staroměstském náměstí, kdy se mezi popravenými ocitl jak jeho bratr Diviš Černín z Chudenic, jako jediný odsouzený katolík, tak i bývalý švagr a druh na cestách Kryštof Harant z Polžic a Bezdružic. Při popravě bratra však opustil tribunu. Po roce 1621 začal Heřman Černín výhodně skupovat konfiskovaný majetek zabavený protestantské šlechtě a také jeho další kariéra u dvora se vyvíjela víc než slibně. Císař na svého věrného poddaného nezapomněl a roku 1623 ho povýšil nejprve do stavu říšských svobodných pánů a roku 1627 jemu a bratrovi Humprechtovi udělil titul hraběte. Dal mu také svolení patřičně upravit rodový erb. Heřman se stal navíc přísedícím zemského soudu a od roku 1625 velitelem polní zásobárny císařského vojska, vedeného Albrechtem z Valdštejna, s nímž se velmi sblížil. Heřman Černín zatím dále postupoval po žebříčku vytoužených hodností a velkou přízeň mu prokazoval jak císař Ferdinand II. tak i jeho nástupce Ferdinand III., což byl již čtvrtý císař, kterému Heřman Černín věrně sloužil.

## Podruhé císařským vyslancem k tureckému sultánovi

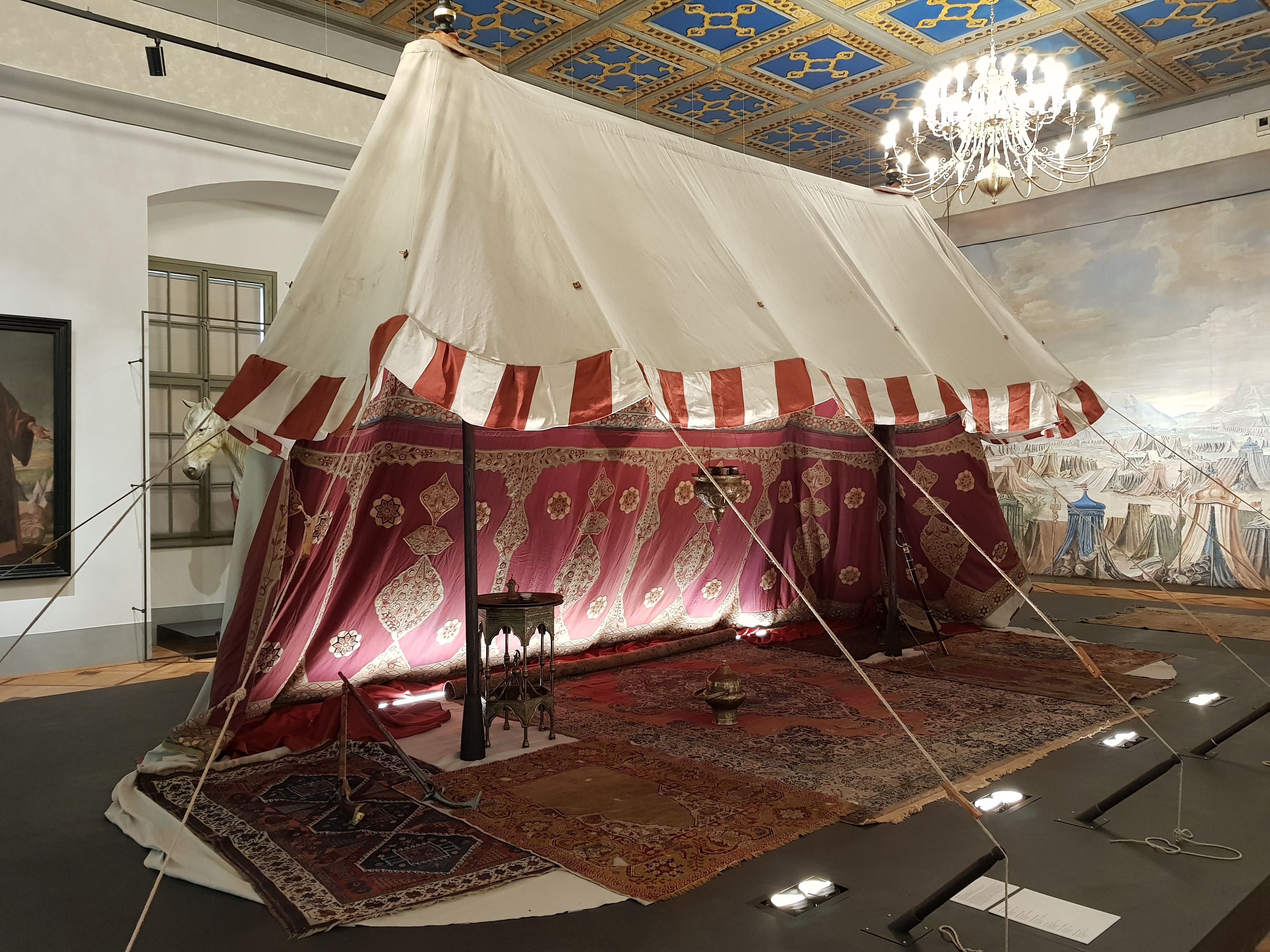
Turecký stan, který Heřman Czernin dostal od budínského pašy v roce 1644, je uložen na Státním hradě a zámku Jindřichův Hradec.

Heřman Černín byl po celý svůj život člověkem plným síly a vitality. V letech 1644–1645, tedy ve svých 68 letech, byl podruhé jmenován císařským vyslancem k tureckému sultánovi. Císařské poselstvo mělo 141 členů. V červnu 1644 se vydal na cestu po Dunaji z Vídně přes Prešpurk, Komárno, Ostřihom, Budín do Bělehradu. Až do Prešpurku ho doprovázela jeho třetí manželka Sylvie. Dále se pokračovalo po souši přes Sofii do Adrianopole. Konvoj se skládal ze 110 vozů tažených trojspřežími a čtyřspřežími. Dne 27. srpna 1644 Heřman onemocněl. Přesto ho při slavnostním vjezdu do Istanbulu v září 1644 těžce chorého navlékli do zlatavého kaftanu a posadili na vůz, po nějaké době se uzdravil. Jeho úkolem bylo prodloužit habsbursko-turecké příměří a zabránit Turecku v podpoře protestantů ve třicetileté válce. Audience u u Ibrahima II. (sultánem 1640–1648) se konala 18. října 1644. Tato Heřmanova mise byla stejně úspěšná jako jeho první mise v letech 1616–1617. Zpátky se vydal 7. března 1645 a do Vídně dorazil 31. května.

## Cesta do Itálie a nejvyšší zemské úřady
Císař Ferdinand III. se mu odměnil a jmenoval ho 26. června 1645 do úřadu nejvyššího dvorského sudího Českého království, v roce 1649 do úřadu nejvyššího zemského sudího, v dubnu 1650 se stal nejvyšším zemským komorníkem a před svou smrtí v roce 1651 dokonce nejvyšším hofmistrem Českého království. Z titulu zastávaných nejvyšších zemských úřadů byl také od roku 1645 místodržícím Českého království.
V roce 1648 Heřman Černín uskutečnil pouť za uzdravení do italského Loreta a Říma, kterou slíbil vykonat, když během své druhé mise do Istanbulu onemocněl. Cestovala s ním i manželka, navštívili také Benátky a v Římě je přijal papež. Ve Florencii je hostil toskánský velkovévoda. Z této cesty si kromě jiného nechal domů přivézt i benátskou gondolu. Po návratu z cest řídil svá panství z Mělníku, kde se usadil. Ve svých 73 letech podnikl na koni třeba i cestu z Prahy na Kost, což je víc než sto kilometrů, odtud téměř okamžitě pokračoval do Šmidberku ve Slezsku a pak zpět do Prahy. Podle testamentu si přál být pochován po boku svých prvních dvou manželek v kostele sv. Jana Křtitele ve Stebně. Heřman Černín zemřel 7. března 1651 ve věku 75 let a byl pohřben v pražské katedrále sv. Víta.
Veškerý svůj majetek odkázal svému prasynovci, kterým byl Humprecht Jan Černín. Vdova Sylvie Kateřina se znovu provdala za markraběte Leopolda Viléma Bádenského, vysokého důstojníka císařské armády. Novomanželce bylo tehdy 53 let a jejímu manželovi 33. Sylvie Kateřina zemřela roku 1664 v Řezně a podle svého přání byla pochována po boku svého prvního manžela Heřmana Černína z Chudenic v katedrále sv. Víta v Praze.

## Majetek

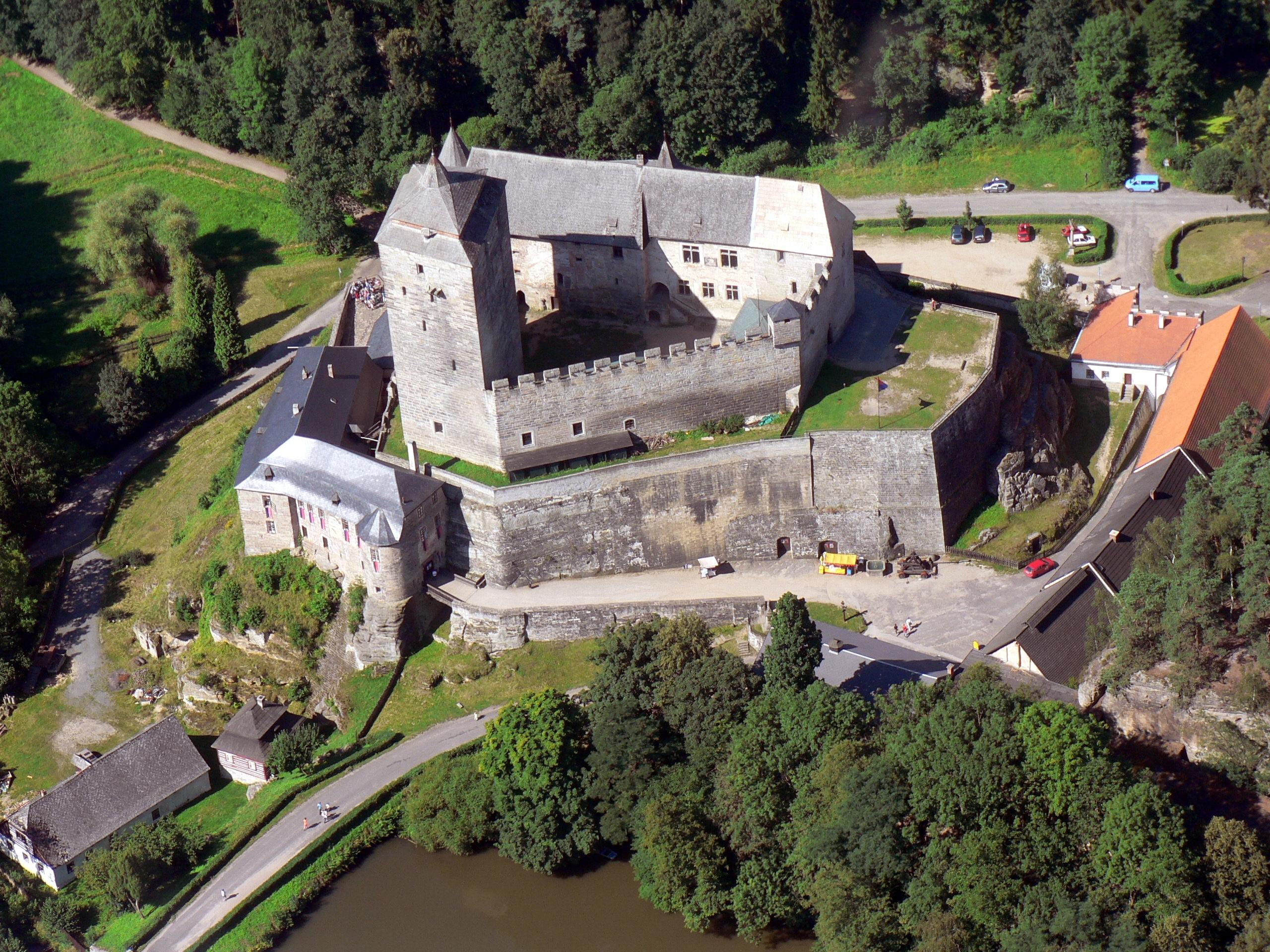
Hrad Kost vlastnil od roku 1637

S první manželkou Marií Annou Kokořovcovou ze Svárova na Šťáhlavech vyženil roku 1606 panství Nebílovy, ta ho o dva roky dříve koupila od Anny z Michnic. Po smrti Marie Anny v roce 1624, zdědil Nebílovy její syn Kryštof Karel Kokořovec.
Od zadluženého Václava Chotouchovského z Nebovid, syna Jindřicha Chotouchovského, koupil v roce 1615 panství Žleby za 120 tisíc kop míšeňských. Na panství se téměř nezdržoval a v roce 1622 ho vyměnil s císařem Ferdinandem II. za panství Andělská Hora na Karlovarsku.
Po roce 1621 začal Heřman Černín výhodně skupovat konfiskovaný majetek zabavený protestantské šlechtě. Heřman se stal zámožným šlechticem, své peníze jen nehromadil, ale až do konce života se snažil také dobře investovat.
V roce 1637 koupil panství Kost od knížete Václava Eusebia Popela z Lobkowicz (1609–1677). Hrad byl značně poničen požárem, který o dva roky dříve neopatrností založili sloužící hraběte Rudolfa Colloreda (1585–1657). Provizorně byl alespoň zastřešen došky.
V roce 1639 založil Černínský fideikomis (svěřenectví), do nějž spadal Petrohrad, Pšovlky, Krty, Soseň, Kysibl, Andělská Hora, Šenov, Bochov, Nejdek, Mičeves, Sedčice, Velká Černoc, Přehořov, Čeradice, Vroutek, Žihle, Kost (hrad), Velichov, Mělník, Šmidberg a tři domy v Praze. V roce 1649 koupil zámek Krásný Dvůr. V roce 1651 koupil Kosmonosy za 130 tisíc zlatých. Víc než zdatně obchodoval se solí, vínem a orientálním zbožím. Byl také majitelem rozsáhlých polností a lesů. V Petrohradě a Šmidbergu měl velkochovy koní, v Petrohradě dokonce přibližně sedm set. Výhodně půjčoval peníze a mezi jeho dlužníky patřili i příslušníci rodu habsburského, včetně císaře. O veškerý svůj majetek se staral sám a sám si vedl i účetnictví.
V roce 1651 bylo do zemských desek zapsáno černínské svěřenectví (fideikomis) a zahrnovalo Petrohrad, Stružnou (kdysi Kysibl), Nejdek, Milčeves, Kost, Velichovky a Kowary (kdysi Schmiedeberg/Šmidberg ve Slezsku).

## Rodina Heřmana Černína z Chudenic
V roce 1602 se Heřman Černín ucházel o ruku bohaté vdovy Anny Hradišťské z Hořovic, rozené Pauzarové z Michnic. Toto spojení schvaloval i sám císař Rudolf II. a dokonce Anně poslal dopis, v němž ji přesvědčoval, aby svolila k sňatku. Anna však odmítla.

### První manželství
Heřmanovou první manželkou se v roce 1606 stala Annina blízká příbuzná Marie Anna (Mariana) Čáslava Svárovcová z Oseka († 1624), dcera Václava staršího Karla ze Svárova, vdova po Karlu Kokořovcovi z Kokořova († 20. srpna 1605). Manželství bylo bezdětné. Marie zemřela v roce 1624, delší dobu ochrnutá po mrtvici. Byla pochována v kostele sv. Jana Křtitele ve Stebně.

### Druhé manželství
Rok po smrti první manželky se Heřman Černín oženil znovu a jeho druhou ženou se stala Anna Salomena Hradišťská z Hořovic († 1632), dcera Anny Hradišťské z Hořovic, rozené Pauzarové z Michnic. Anna Salomena byla vdova po popraveném Kryštofu Harantu z Polžic a Bezdružic. Při sňatku dne 9. února 1625 vyženil i čtyři děti z Annina předchozího manželství (Jana Viléma, Leopolda Jiřího, Václava Rudolfa a Sybillu). Anna Salomena se po popravě svého manžela a bývalého švagra Diviše Černína, vrátila zpět ke katolické víře a syny dala na výchovu k jezuitům. Jakmile se jí naskytla příležitost, nezaváhala a provdala se za Heřmana Černína z Chudenic, čímž zachránila sebe, své syny i velkou část majetku. Manželství s Annou Salomenou bylo šťastné, což lze vyčíst z osobní korespondence, která se dochovala. Manželé se v dopisech vzájemně oslovují velmi něžně, psaní jsou nejednou plná vášně, ale i vzájemné úcty. Jediné, co Anna Salomena svému muži vyčítá, je jeho lakota a hamižnost. Dle dobových svědectví byl Heřman Černín skutečně chorobně lakomý.[zdroj?] Byla pochována v kostele sv. Jana Křtitele ve Stebně.

### Třetí manželství
Anna Salomena zemřela po sedmi letech manželství roku 1632. Již 18. dubna 1633 se Heřman oženil znovu a jeho manželkou se stala o třicet roků mladší hraběnka Sylvie Kateřina z Caretto-Millessima († 29. únor 1664), jejímž otcem byl hrabě Štěpán Caretto z Millesima a jejíž matka pocházela z českého rytířského rodu Kostomlatských. I přes velký věkový rozdíl bylo také toto manželství šťastné, ale stejně jako u těch předchozích, rovněž bezdětné. Kromě bezdětnosti se vyskytl ještě jeden problém, který mírně narušoval klidné soužití, a tím byla Heřmanova již zmíněná pověstná lakota. Heřmanova třetí, krásná a mladá žena, která přišla do manželství jen s nepatrným věnem, svému muži se správou majetku pomáhala a vyznala se v účetnictví, právu i soudnictví. Úředníci panství se údajně třásli hrůzou, kdykoli přijela na některý statek na kontrolu. Vzájemným poutem jejich manželství byla ale rovněž láskyplná oddanost a zřejmě i upřímná vzájemná něha, jak o tom opět svědčí dochovaná korespondence mezi manželi.